# 經緯儀
經緯儀（英語：Theodolite）是一種簡單的可以支撐和旋轉的雙坐標軸架台，這兩個軸互相垂直，一根是垂直軸（高度軸），另一根是水平軸（方位軸）。此類架台結構簡單，成本較低，可配合望遠鏡、照相機、天線或太陽能電池板等儀器使用。

## 應用

### 大地測量

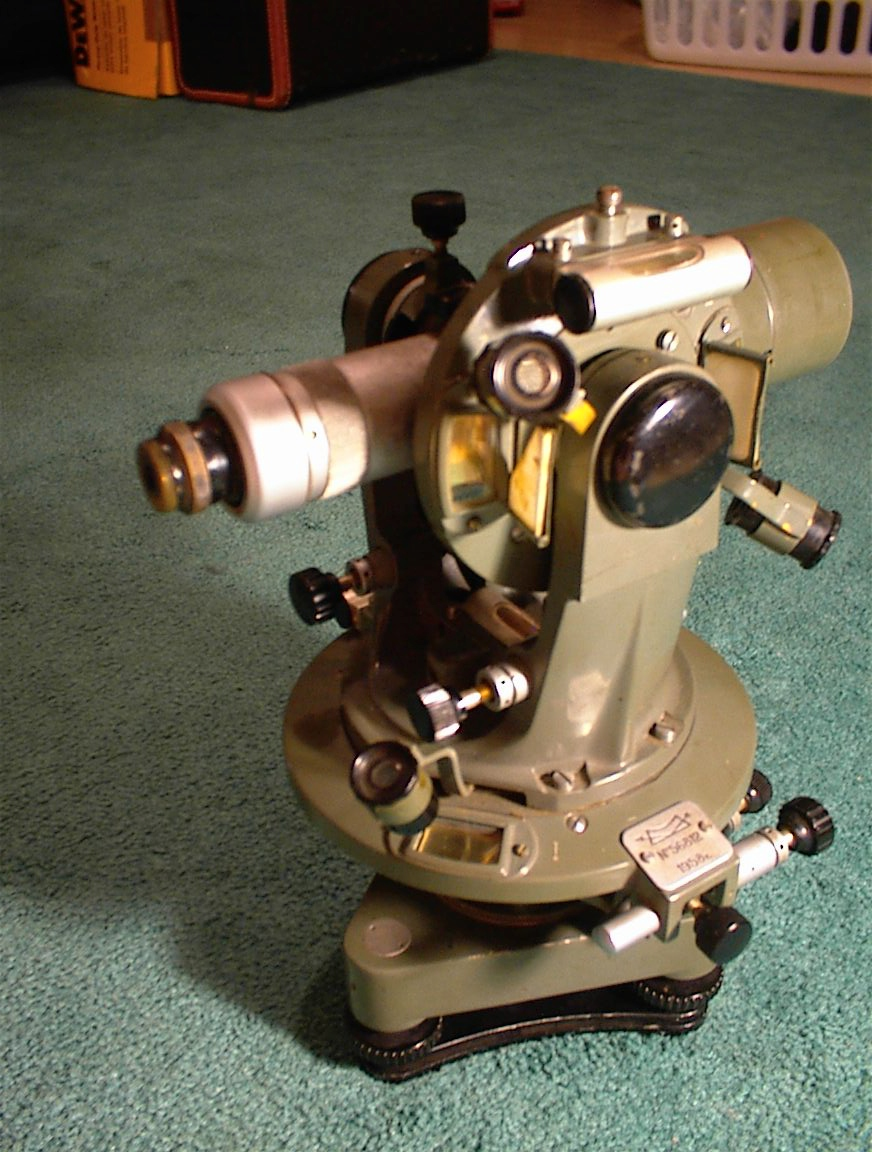
光學經緯儀，蘇聯1958年製，土地測量用

帶望遠鏡的經緯儀可在大地測量中用於量度水平及垂直角度，是工程测量工作中重要的工具，尤其是可通过三角测量方法测量难以到达的地方。

### 天文望遠鏡

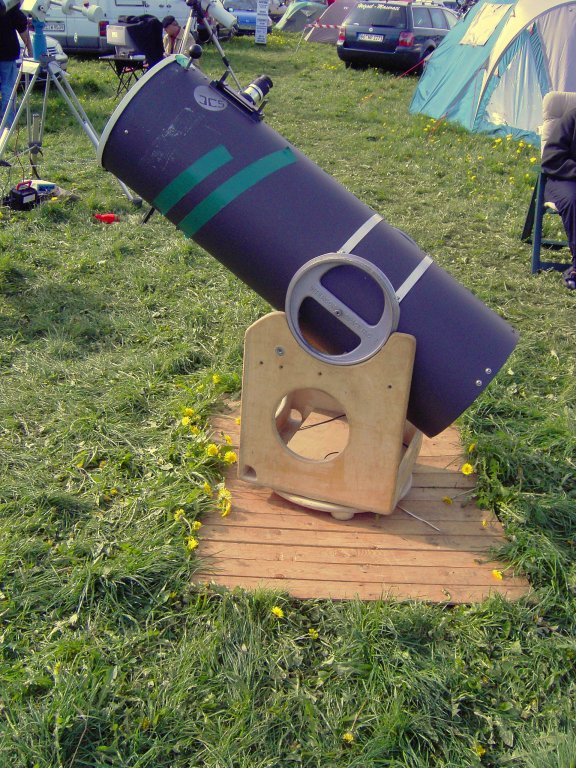
架設在一個簡單的經緯儀上的牛頓反射望遠鏡。

當使用在天文望遠鏡時，方位高度架台最大的優勢就是機構設計上的簡單性。
主要的缺點則是不能讓旋轉軸如同赤道儀般的追蹤因為地球自轉而在夜空中運動的天體。赤道儀只需要以恆定的速度轉動一根軸就可以追隨夜空轉動（周日運動）。經緯儀的架台不僅要轉動兩根軸，並且還要隨時改變不同的速度，甚且還需要旋轉視野的視場。它在設計上也不能使用定位圈來找尋天體，但由於電子科技的發展，雙軸驅動系統和數位定位圈已消除了這種缺點。而經緯儀使望遠鏡指向不同方向時的空間姿態改變最小，因此不少專業天文台的大口徑望遠鏡均使用經緯儀，以減輕由機械變形所引起的精度下降。甚至一些天文愛好者自製的專門用於低倍率目視觀測的天文望遠鏡，亦採用經緯儀以減輕成本及重量，例如杜布森望遠鏡。

#### 研究用望遠鏡
- 巨大望遠鏡（VLT）的架台：對最大的望遠鏡，赤道儀的價格和質量是非常高的，因此已經被與電腦控制的經緯儀取代[2]。經緯儀簡單的結構可以使價格大幅的降低，足以用來發展更好的追蹤和影像指向機構還有剩餘[3]。一個經緯儀架台也可以從結構上降低遮蓋住望遠鏡的圓頂價格，因為有指向限制的望遠鏡結構必須做得更為結實[4]。

#### 業餘天文學望遠鏡
- 初學者的望遠鏡：經緯儀架台對使用者是暨便宜又簡單。
- 杜布森望遠鏡：約翰·杜布森設計給牛頓望遠鏡，並推廣普及的一種簡單式的經緯儀架台。因為它的結構簡單，杜布森創新的在架台上沒有用到機械零件，因此可以在任何的雜貨店找到像是合板、佛米卡、和塑膠水管等零件與現代的材料，像是尼龍、鐵氟龍組合成架台。
- "GoTo望遠鏡"：使用簡單的經緯儀架台和電腦巧妙的結合來控制雙軸進行追蹤，已經被證明比製造機械複雜的赤道使用一個馬達更為便利。對天文攝影較為複雜，因為長時間曝光時，還需要一個馬達來轉動照相機使視場能夠吻合。

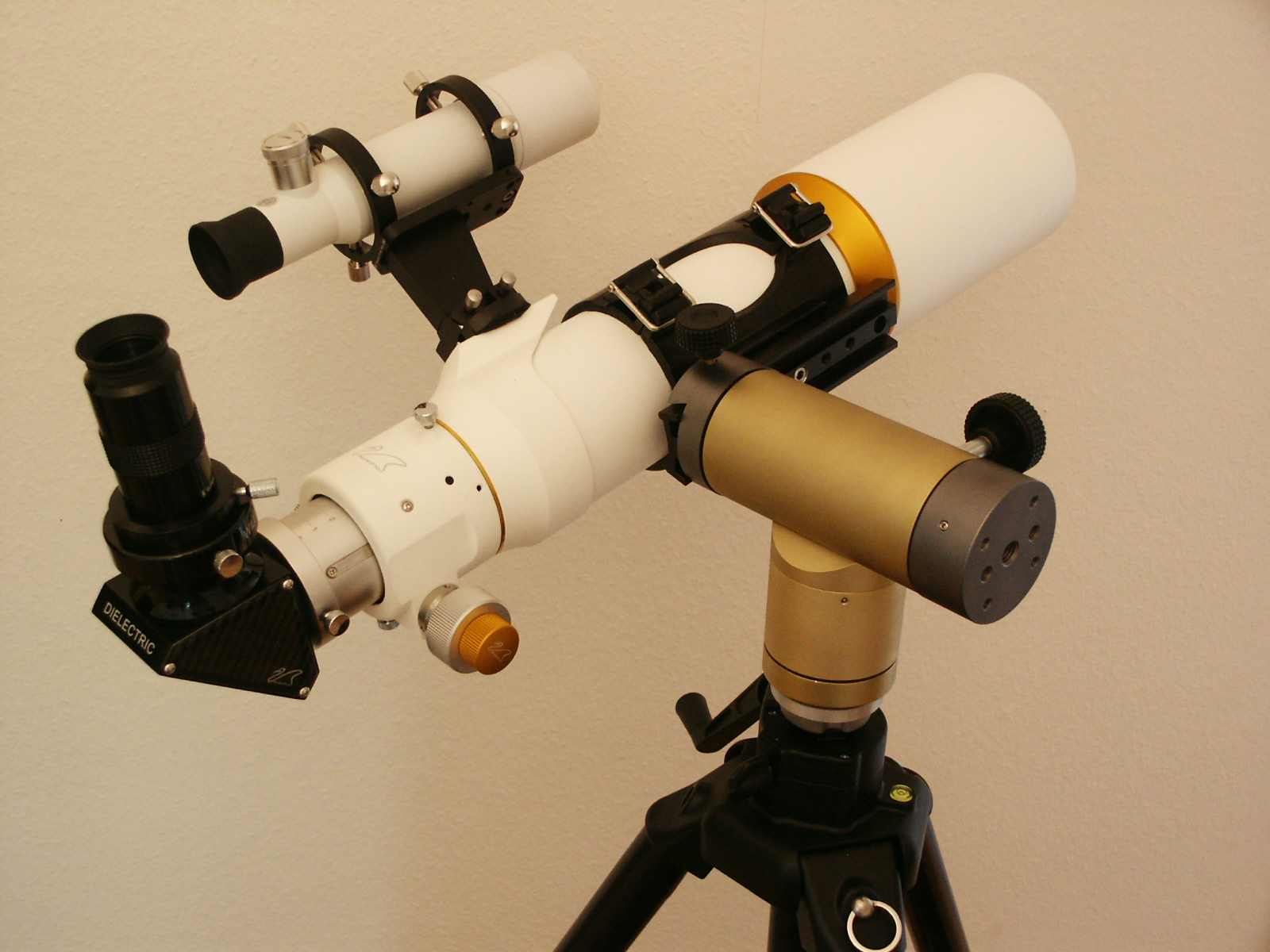
架設在一個小經緯儀上的折射望遠鏡（尋星鏡的組合）。